# 243 (nombre)
Cet article concerne le nombre 243. Pour les années, voir 243 et 243 av. J.-C..
Le nombre 243 (deux cent quarante-trois) est l'entier naturel qui suit 242 et qui précède 244.

## En mathématiques
Deux cent quarante-trois est :
- la somme de cinq nombres premiers consécutifs (41 + 43 + 47 + 53 + 59),
- un nombre Harshad.

## Dans d'autres domaines
Deux cent quarante-trois est l'indicatif téléphonique international pour appeler la République démocratique du Congo.